# 요시코 내친왕 (1714년)
야소노미야 요시코 내친(八十宮 吉子内親王, 쇼토쿠 4년 음력 8월 22일 (1714년 9월 30일) ~ 호레키 8년 음력 9월 22일 (1758년 10월 23일))은 레이겐 천황의 황13녀이다. 생모는 에몬노스케노쓰보네 마쓰무로 아쓰코이다. 이복형제로는 히가시야마 천황, 동복형제로는 아리스가와노미야 요리히토 친왕이 있다.

## 인물
쇼토쿠 5년 9월 29일 (1715년 11월 6일), 당시의 에도 막부 쇼군 도쿠가와 이에츠구와 약혼한다. 당시, 남편이 될 이에츠구는 겨우 7살 밖에 되지 않았다.
쇼토쿠 6년 2월 18일 (1716년 4월 10일)에 납채까지 마쳤지만, 겨우 2달 후인 교호 원년 4월 30일 (1716년 6월 19일)에 이에츠구가 사망했기 때문에, 사상 첫 황녀 하가와 관동으로 가는 것은 이뤄지지 않았다. 게다가 본인은 겨우 3살이라는 아주 어린 나이에 과부가 되어버렸다. 
교호 11년 11월 28일 (1726년 12월 21일), 친왕 선하에 따라 요시코 내친왕(吉子内親王)이 되었다.
교호 17년 10월 29일 (1732년 12월 16일), 출가, 법명을 죠린인노미야(浄琳院宮)로 했다.
호레키 8년 9월 22일 (1758년 10월 23일), 45세의 나이로 사망하였다. 묘소는 교토부 교토시 히가시야마구에 있는 치온인이다.
출가하지 않고, 도쿠가와 무네하루의 측실 오쿤이 되었다는 설도 있다.

## 약혼하게 된 경위
이 억지 약혼의 배경에는 당시 정치적 의도가 깔려 있었다. 당시 에도성 오오쿠에서는 이에츠구의 아버지로 먼저 사망한 전 쇼군 도쿠가와 이에노부의 정실 덴에이인과 이에츠구의 생모인 측실 겟코인, 이 둘의 세력이 있었다. 한편 교토에서는 요시코 내친왕의 아버지인 레이겐 천황과 덴에이인의 아버지 코노에 모토히로가 지도권을 두고 다투고 있었다.
이에노부 사망 후, 어린 군주를 모시며 쇼토쿠 개혁을 추진할 수 밖에 없는 난처한 입장에 있던 당시 사실상 정권 운용자 소바요닌 마나베 아키후사나 학자 아라이 하쿠세키는 이 사상 최연소 쇼군 (도쿠가와 이에츠구)의 권위를 높이기 위해 황녀 하가를 계획하고 있었으며, 덴에이인에게 대항할 권위를 조정에 요구한 겟코인도 찬성했다.
또한, 덴에이인도 이에노부가 살아 있을 때, 조카인 히사코 (후의 신츄카몬인(新中和門院))와 이에츠구의 약혼을 추진했지만, 이에츠구와 히사코의 나이차를 생각하여 약혼 이야기를 없던 것으로 한 적이 있어 (히사코는 나중에 나카미카도 천황의 뇨고(女御)가 되었다.), 정실을 황실에서 맞이하는 데에 적극적이었다.
한편, 레이겐 법황은 오랜 기간 막부와 대립 관계였으나, 정적인 코노에 모토히로의 권력 기반인 막부와의 관계에 쐐기를 박기 위해 이에 응하였던 것이다. 코노에 모토히로는 이 약혼에 반대했지만, 덴에이인과의 관계때문인지 표면적으로는 반대하지 않고 침묵했다.